# Obertraubling
Obertraubling è un comune tedesco di 7 414 abitanti, situato nel land della Baviera.